# Tuatapere
Tuatapere ist ein Dorf im Southland District auf der Südinsel von Neuseeland.

## Geographie
Tuatapere liegt in rund 60 km nordwestlich von Invercargill am Waiau River, der 8 km weiter südlich in der Te Waewae Bay in die Foveaux Strait mündet. Der Ort ist verkehrstechnisch über den State Highway 99 mit Invercargill im Osten und Te Anau im Norden verbunden. Die Straße, Teil der Southern Scenic Route, führt direkt durch den Ort. Bis 1976 existierte auch eine Eisenbahnverbindung.

## Eisenbahngeschichte

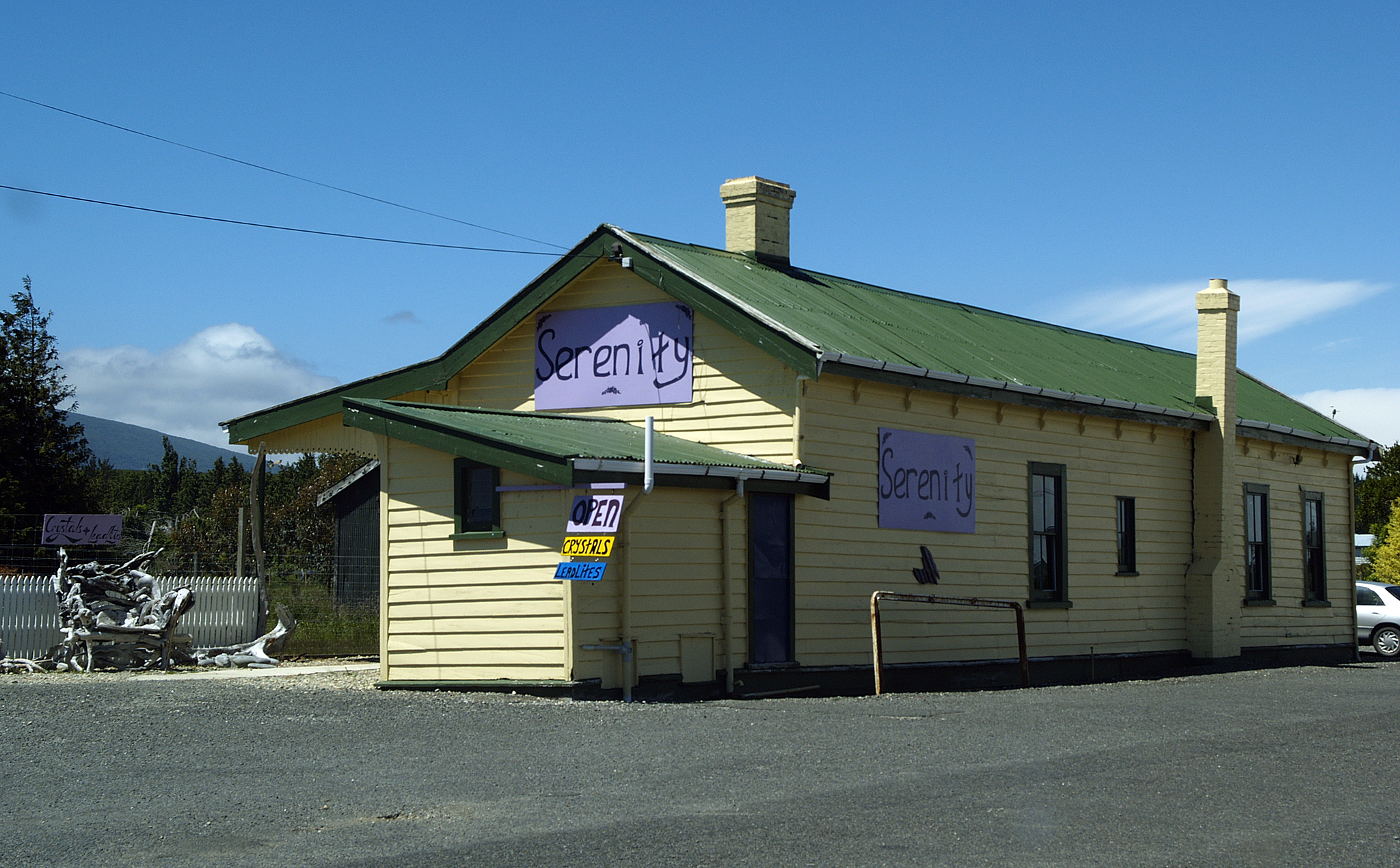
Altes Bahnhofsgebäude von Tuatapere

Am 1. Oktober 1909 wurde der Tuatapere Branch, eine Nebenstrecke von Invercargill nach Tuatapere eröffnet. Eine Erweiterung bis nach Orawia wurde am 20. Oktober 1925 in Betrieb genommen und ein Lokdepot in der Stadt eingerichtet. Dieses wurde als Basis für den Betrieb der Strecke benutzt, so dass es de facto zwei Teilstrecken gab: eine von Invercargill nach Tuatapere und eine von Tuatapere nach Orawia. Bis 1968 wurden alle Züge von Dampflokomotiven gezogen. Im Juni 1968 wurde auf Dieselbetrieb umgestellt und das Lokdepot daraufhin geschlossen. Am 1. Oktober 1970 wurde die Linie wegen zu geringem Frachtaufkommen bis Tuatapere gekürzt und am 30. Juli 1976 auch der Abschnitt zwischen Riverton/Aparima und Tuatapere stillgelegt. Einige Reste der Eisenbahn in Tuatapere blieben erhalten, darunter Bauwerke auf dem Areal des Bahnhofs, wie das Bahnhofsgebäude und ein Lagerschuppen.

## Bevölkerung
Zum Zensus des Jahres 2013 zählte der Ort 558 Einwohner, 3,6 % weniger als zur Volkszählung im Jahr 2006, zum Vergleich: 2001: 681 Ew. 1996: 741 Ew. und verzeichnete damit in den zurückliegenden knapp 20 Jahren einen deutlichen Bevölkerungsrückgang.

## Wirtschaft
Die wichtigsten Wirtschaftszweige stellen nach wie vor die Forstwirtschaft, Landwirtschaft und die Fischerei dar. 1991 waren knapp 3/4 der arbeitenden Bevölkerung Arbeiter, von denen knapp 1/3 in den vorgenannte Wirtschaftszweigen arbeiteten. 2001 waren noch 24 % der Berufstätigen in der Landwirtschaft und in der Fischerei beschäftigt und stellten damit die größte Beschäftigtengruppe dar.
Tuatapere nennt sich gerne „New Zealand's Sausage Capital“ (Würstchenhauptstadt), da in dem Ort angeblich das Fleischerhandwerk noch in einer traditionellen Weise ausgeübt wird und die bekannten Hotdog-Würstchen noch per Hand hergestellt werden.

## Tourismus
Touristisch gesehen ist der Ort ein Zwischenstopp auf der Tourismusroute Southern Scenic Route von Invercargill nach Te Anau. In seiner Nähe liegt das größte Viadukt der Südhalbkugel. Die Blue Cliffs und der Hump Ridge Track stellen weitere Sehenswürdigkeiten dar. In dem Ort selbst kann das Bushmen's Museum (Holzfällermuseum) besichtigt werden.